# ウエストコースト (競走馬)
ウエストコースト (West Coast) はアメリカ合衆国の競走馬、種牡馬である。主な勝ち鞍は2017年のトラヴァーズステークス(G1)、ペンシルベニアダービー(G1)。

## 戦績

### デビュー前
2014年5月14日に誕生。2015年9月のキーンランド1歳馬セールに上場され、ウエスト夫妻によって42万5000ドルで購買された。遅生まれのため、馬主サイドの方針でクラシック出走には拘らずにじっくりと時間をかけて育成された。

### 3歳（2017年）
2017年2月にデビューを迎え、2戦目で勝ち上がった。3戦目のレキシントンステークスは2着に敗れたが、次走から3連勝でロスアラミトスダービーを制して重賞勝ちを収め、「真夏のダービー」と称されるトラヴァーズステークスへと駒を進めた。同レースにはケンタッキーダービー馬オールウェイズドリーミング、プリークネスステークス馬クラウドコンピューティング、ベルモントステークス馬タップリットも出走し、1982年以来35年ぶりにクラシック勝ち馬3頭が顔を揃えた。その中でG1初出走の身ながら2着に3馬身1/4差をつけて完勝し、一気に世代の主役へと躍り出た。ボブ・バファート師とマイク・スミス騎手のコンビは前年のアロゲートに続く同レース連覇となった。
初G1制覇から1ヶ月後のペンシルベニアダービーでも早め先頭から直線で差を広げ、2着に7馬身1/4差をつけて圧勝。鞍上のスミスも「3歳馬に敵はいない」と評し、古馬との対決が期待された。ブリーダーズカップ・クラシックは4歳の強豪ガンランナー、アロゲートに対する3歳世代の代表として迎えたが、先行したガンランナーと同厩舎の4歳馬コレクティッド（Collected）には迫れず、3着に敗れた。
クラシック三冠レースには未出走ながら夏以降の活躍が評価され、エクリプス賞最優秀3歳牡馬に選出された。

### 4歳（2018年）
2018年はペガサスワールドカップで再びガンランナーと対戦したが、力の差を見せつけられる形で2馬身半差の2着に敗れた。しかし、3着のガンナヴェラには10馬身3/4の差をつけた。その後はドバイワールドカップに遠征したが、レコード駆けしたサンダースノーに5馬身3/4差をつけられてまたも2着に敗れた。
帰国初戦のオーサムアゲインステークスではアクセラレートの2着となる。同レース後に翌年からの種牡馬入りが発表され、ラストランとなったブリーダーズカップ・クラシックでは7着と生涯初の大敗を喫して現役生活を終えた。

### 競走成績
以下の内容は、Equibaseの情報に基づく。
| 出走日     | 競馬場                 | 競走名                                 | 格 | 距離   | 着順 | 騎手             | 着差     | 1着（2着）馬        |
| ---------- | ---------------------- | -------------------------------------- | -- | ------ | ---- | ---------------- | -------- | ------------------- |
| 2018.02.18 | サンタアニタ           | 未勝利                                 |    | ダ8f   | 2着  | M.ガルシア       | 1馬身1/2 | Bronze Age          |
| 0000.03.12 | サンタアニタ           | 未勝利                                 |    | ダ8.5f | 1着  | M.ガルシア       | 3馬身1/4 | （Fallstar）        |
| 0000.04.15 | キーンランド           | レキシントンステークス                 | G3 | ダ8.5f | 2着  | F.プラット       | アタマ   | Senior Investment   |
| 0000.05.20 | サンタアニタ           | アローワンス・オプショナルクレーミング |    | ダ8.5f | 1着  | M.ガルシア       | 3/4馬身  | （Magical Mystery） |
| 0000.06.10 | ベルモントパーク       | イージーゴアステークス                 | L  | ダ8.5f | 1着  | M.スミス         | 3馬身3/4 | （You're to Blame） |
| 0000.07.15 | ロスアラミトス         | ロスアラミトスダービー                 | G3 | ダ9f   | 1着  | D.ヴァン・ダイク | 2馬身3/4 | （Klimt）           |
| 0000.08.26 | サラトガ               | トラヴァーズステークス                 | G1 | ダ9f   | 1着  | M.スミス         | 3馬身1/4 | （Gunnevera）       |
| 0000.09.23 | パークスレーシング     | ペンシルベニアダービー                 | G1 | ダ9f   | 1着  | M.スミス         | 7馬身1/4 | （Irap）            |
| 0000.11.04 | デルマー               | BCクラシック                           | G1 | ダ10f  | 3着  | J.カステリャーノ | 3馬身1/2 | Gun Runner          |
| 2018.01.27 | ガルフストリームパーク | ペガサスワールドカップ                 | G1 | ダ9f   | 2着  | J.カステリャーノ | 2馬身1/2 | Gun Runner          |
| 0000.03.31 | メイダン               | ドバイワールドカップ                   | G1 | ダ10f  | 2着  | J.カステリャーノ | 5馬身3/4 | Thunder Snow        |
| 0000.09.29 | サンタアニタ           | オーサムアゲインステークス             | G1 | ダ9f   | 2着  | M.スミス         | 2馬身1/4 | Accelerate          |
| 0000.11.03 | チャーチルダウンズ     | BCクラシック                           | G1 | ダ10f  | 7着  | J.ヴェラスケス   | 2馬身3/4 | Accelerate          |

## 種牡馬時代
2019年からレーンズエンドファームで種牡馬入りした。初年度の種付け料は3万5000ドルに設定された。

## 血統表
| ウエストコーストの血統   | ウエストコーストの血統                                    | ウエストコーストの血統                                    | （血統表の出典）                                          | （血統表の出典） |
| 父系                     | シアトルスルー系                                          | シアトルスルー系                                          | シアトルスルー系                                          | [ § 2 ]          |
| 父 Flatter 1999 鹿毛     | 父の父A.P. Indy 1989 黒鹿毛                               | Seattle Slew                                              | Bold Reasoning                                            | Bold Reasoning   |
| 父 Flatter 1999 鹿毛     | 父の父A.P. Indy 1989 黒鹿毛                               | Seattle Slew                                              | My Charmer                                                |                  |
| 父 Flatter 1999 鹿毛     | 父の父A.P. Indy 1989 黒鹿毛                               | Weekend Surprise                                          | Secretariat                                               | Secretariat      |
| 父 Flatter 1999 鹿毛     | 父の父A.P. Indy 1989 黒鹿毛                               | Weekend Surprise                                          | Lassie Dear                                               |                  |
| 父 Flatter 1999 鹿毛     | 父の母Kobla 1995 鹿毛                                     | Mr. Prospector                                            | Raise a Native                                            | Raise a Native   |
| 父 Flatter 1999 鹿毛     | 父の母Kobla 1995 鹿毛                                     | Mr. Prospector                                            | Gold Digger                                               |                  |
| 父 Flatter 1999 鹿毛     | 父の母Kobla 1995 鹿毛                                     | Wild Applause                                             | Northern Dancer                                           | Northern Dancer  |
| 父 Flatter 1999 鹿毛     | 父の母Kobla 1995 鹿毛                                     | Wild Applause                                             | Glowing Tribute                                           |                  |
| 母 Caressing 1998 黒鹿毛 | 母の父Honour and Glory 1993 鹿毛                          | Relaunch                                                  | In Reality                                                | In Reality       |
| 母 Caressing 1998 黒鹿毛 | 母の父Honour and Glory 1993 鹿毛                          | Relaunch                                                  | Foggy Note                                                |                  |
| 母 Caressing 1998 黒鹿毛 | 母の父Honour and Glory 1993 鹿毛                          | Fair to All                                               | Al Nasr                                                   | Al Nasr          |
| 母 Caressing 1998 黒鹿毛 | 母の父Honour and Glory 1993 鹿毛                          | Fair to All                                               | Gonfalon                                                  |                  |
| 母 Caressing 1998 黒鹿毛 | 母の母Lovin Touch 1980 栗毛                               | Majestic Prince                                           | Raise a Native                                            | Raise a Native   |
| 母 Caressing 1998 黒鹿毛 | 母の母Lovin Touch 1980 栗毛                               | Majestic Prince                                           | Gay Hostess                                               |                  |
| 母 Caressing 1998 黒鹿毛 | 母の母Lovin Touch 1980 栗毛                               | Forest Princess                                           | Fleet Nasrullah                                           | Fleet Nasrullah  |
| 母 Caressing 1998 黒鹿毛 | 母の母Lovin Touch 1980 栗毛                               | Forest Princess                                           | Queen Hostess                                             |                  |
| 母系(F-No.)              | 9号族(FN:9-f)                                             | 9号族(FN:9-f)                                             | 9号族(FN:9-f)                                             | [ § 3 ]          |
| 5代内の近親交配          | Raise a Native4×4=12.50%、Your Hostess・My Host5×5＝6.25% | Raise a Native4×4=12.50%、Your Hostess・My Host5×5＝6.25% | Raise a Native4×4=12.50%、Your Hostess・My Host5×5＝6.25% | [ § 4 ]          |
| 出典                     | 1. 2. 3. 4.                                               | 1. 2. 3. 4.                                               | 1. 2. 3. 4.                                               | 1. 2. 3. 4.      |

- 母キャレッシング（Caressing）は2000年のブリーダーズカップ・ジュヴェナイルフィリーズ勝ち馬で、同年のエクリプス賞最優秀2歳牝馬[12]。
- 近親（半姉マイグッドネスの子）に2016年のJBCスプリント勝ち馬のダノンレジェンド、2021年の安田記念勝ち馬ダノンキングリーがいる[13]。